# Kathrin Michel

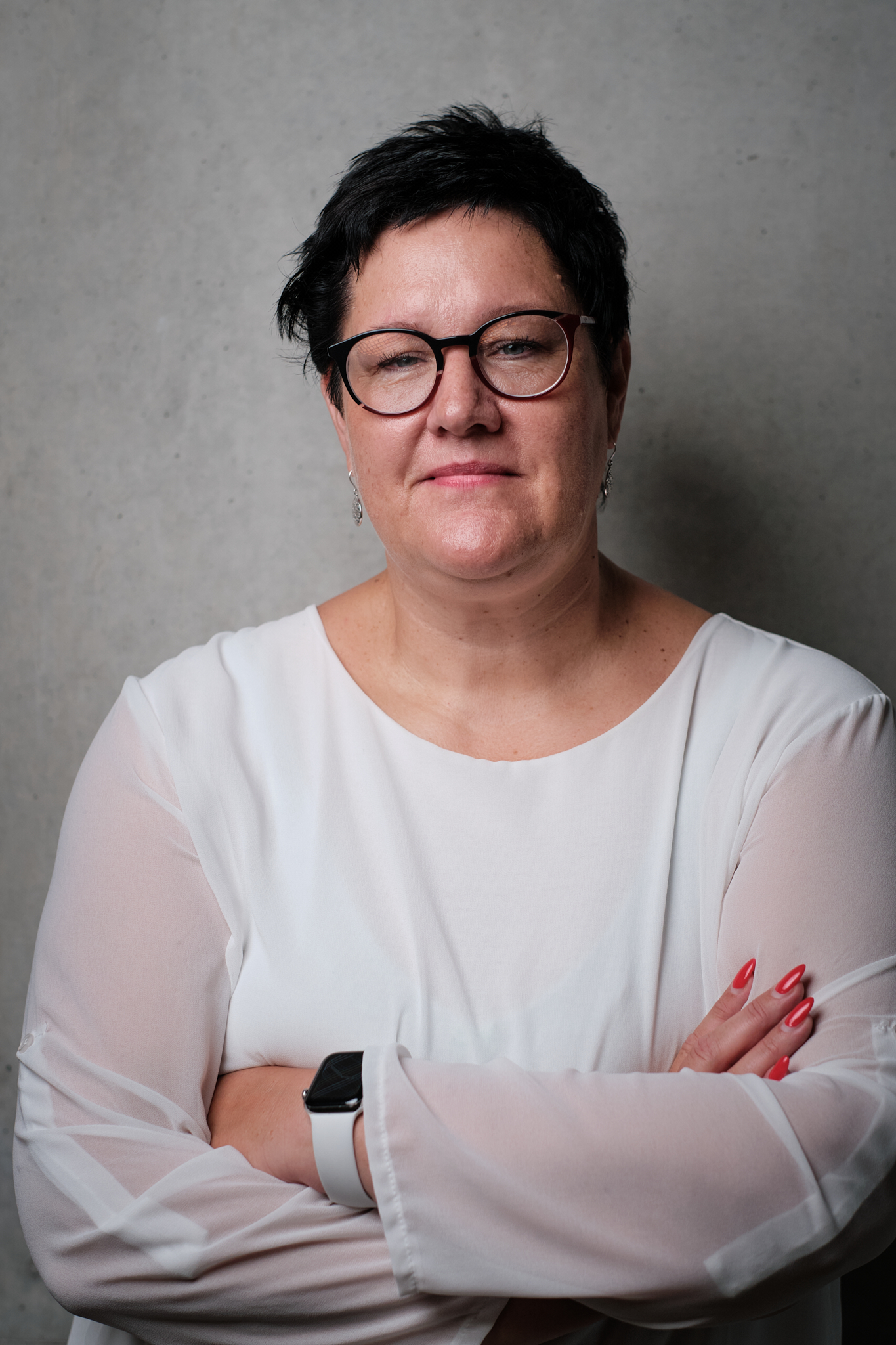
Catarina Michel em 2021

Susanne Kathrin Michel (nascida Bischof; 17 de abril de 1963) é uma política alemã do Partido Social-Democrata (SPD). Ela é membro do Bundestag alemão pela Saxónia desde 2021 .